# Forces de Défense irlandaises
Pour les articles homonymes, voir Óglaigh na hÉireann.
Les Forces de Défense irlandaises  (Irish Defence Force en anglais et Óglaigh na hÉireann en irlandais) englobent l'Armée de terre, la Marine, la Force aérienne et les forces de réserve de l'Irlande. 
Le président de l'Irlande est le commandant suprême des Forces de défense, mais en pratique, elles répondent au gouvernement irlandais, par l'intermédiaire du ministre de la Défense. 
Les Forces irlandaises de Défense sont composées par :
- Les Forces permanentes de défense  
  - Armée de terre (Irish Army ou Arm na hÉireann)
  - Marine (Irish Naval Service)
  - Corps aérien (Irish Air Corps)
- Les Forces de Défense de réserve (Reserve Defence Forces) 
  - Armée de réserve (Irish Army Reserve)
  - Marine de réserve (Naval Service Reserve)

## Rôle
L'Irlande a une position géo-stratégique favorable au nord-ouest de la frontière de l'Union européenne. L'État irlandais a depuis longtemps une politique de non-belligérance dans les conflits armés comme sa neutralité dans la Seconde Guerre mondiale. Par sa neutralité, sa capacité militaire reste relativement modeste. Cependant l'Irlande participe à l'Organisation des Nations unies dans le cadre de la Force de maintien de la paix des Nations unies.
Les fonctions des Forces irlandaises de Défense sont :
- Préparation de la défense de l'État contre une agression armée.
- Assistance à la Police (Garda Síochána), y compris la protection de la sécurité intérieure de l'État.
- Maintien de la paix, de la gestion des crises et les opérations de secours humanitaire à l'appui de l'ONU.
- Surveillance de la pêche, conformément aux accords de l'Union européenne.
- Diverses missions de droit civil : la recherche et le sauvetage, la fourniture d'ambulance aérienne, garantie du transport aérien pour les ministres, l'assistance en cas de catastrophes naturelles et autres, maintien des services essentiels, et aide dans le traitement de la pollution par les hydrocarbures à mer.

## Histoire
Les Forces irlandaises de Défense trouvent leurs origines dans les Volontaires irlandais, organisation fondée en 1913. Cette organisation a été réunie en 1919, avec celle de l'Armée des citoyens irlandais de James Connolly au sein de l'Armée républicaine irlandaise (IRA), combattant les Britanniques lors de la guerre d'indépendance irlandaise. Une partie de cette organisation de guérilla a combattu le traité anglo-irlandais contre le gouvernement du Royaume-Uni et la république d'Irlande lors de la guerre civile irlandaise.  
Le 31 janvier 1922, après la création de l'État libre d'Irlande, l'IRA a été officiellement remplacée par l'Armée nationale irlandaise (INA), elle-même remplacée après la fin de la guerre civile irlandaise par les Forces irlandaises de Défense (1er octobre 1924).  Les Irlandais ont gardé le nom de na hÉireann Óglaigh, nom déjà  utilisé à la fois par l'Irish Volunteers et l'IRA. 

### Armée de terre
L'Irish Army compte actuellement 8 500 hommes et de femmes en service actif et 9 992 dans l'Armée de réserve. Le pays est divisé en trois zones opérationnelles et administratives, et chaque zone possède une brigade d'infanterie. 

En plus des trois Brigades, il existe également un Centre de formation des Forces de Défense (DFTC), une base logistique  (le camp de Curragh) dans le comté de Kildare et un certain nombre d'établissements spécialisés tels que l'école d'équitation, et les forces spéciales de l' Irish Army Rangers.
Chacune des trois zones territoriales a la responsabilité principale des tâches opérationnelles dans la zone frontalière, la deuxième pour les tâches opérationnelles dans le grand Dublin et Leinster et le troisième pour les tâches opérationnelles de Munster et d'une partie du Connacht. La réserve de l'armée de terre comprend quant à elle trois brigades d'infanterie.

### Marine
La Garde-côtière irlandaise (Irish Coast Guard ou Garda Cósta na hÉireann) est un service civil de recherche et de sauvetage  pour la sécurité maritime et la lutte contre la pollution. Elle n'a pas de pouvoir militaire et ses compétences d'exécution sont limitées pour le moment à des agents du ministère des Transports.

### Aviation
Actuellement, l'Irish Air Corps est dans l'impossibilité d'assumer le rôle d'une armée de l'air classique dans la défense de l'espace aérien irlandais. 

La force aérienne est basée à l'aérodrome de Baldonnel dans le comté de Dublin. Ses effectifs sont les plus petits des Forces irlandaises de Défense, environ 939 personnes.
Ses missions sont essentiellement des missions de recherche et de sauvetage, réalisées par l' Irish Marine Service avec les hélicoptères Sikorsky du ministère des Communications, de l'Énergie et des ressources naturelles.

L'Irish Air Corps possède aussi deux avions de patrouille maritime (CASA CN-235) équipés de  systèmes de détection radar pour l'aide à la marine dans les eaux territoriales irlandaises. Ils jouent un rôle déterminant dans les interceptions en mer.
Ces appareils sont également utilisés le parachutisme de l'Irish Army Rangers.
Toutefois, l'Irish Corps Air remplit d'autres rôles importants exigés par l'État :
- l'appui de l'Armée de terre
- l'appui de la marine
- l'Aide à la communauté civile
- l'Aide aux ministères.

## Engagements internationaux

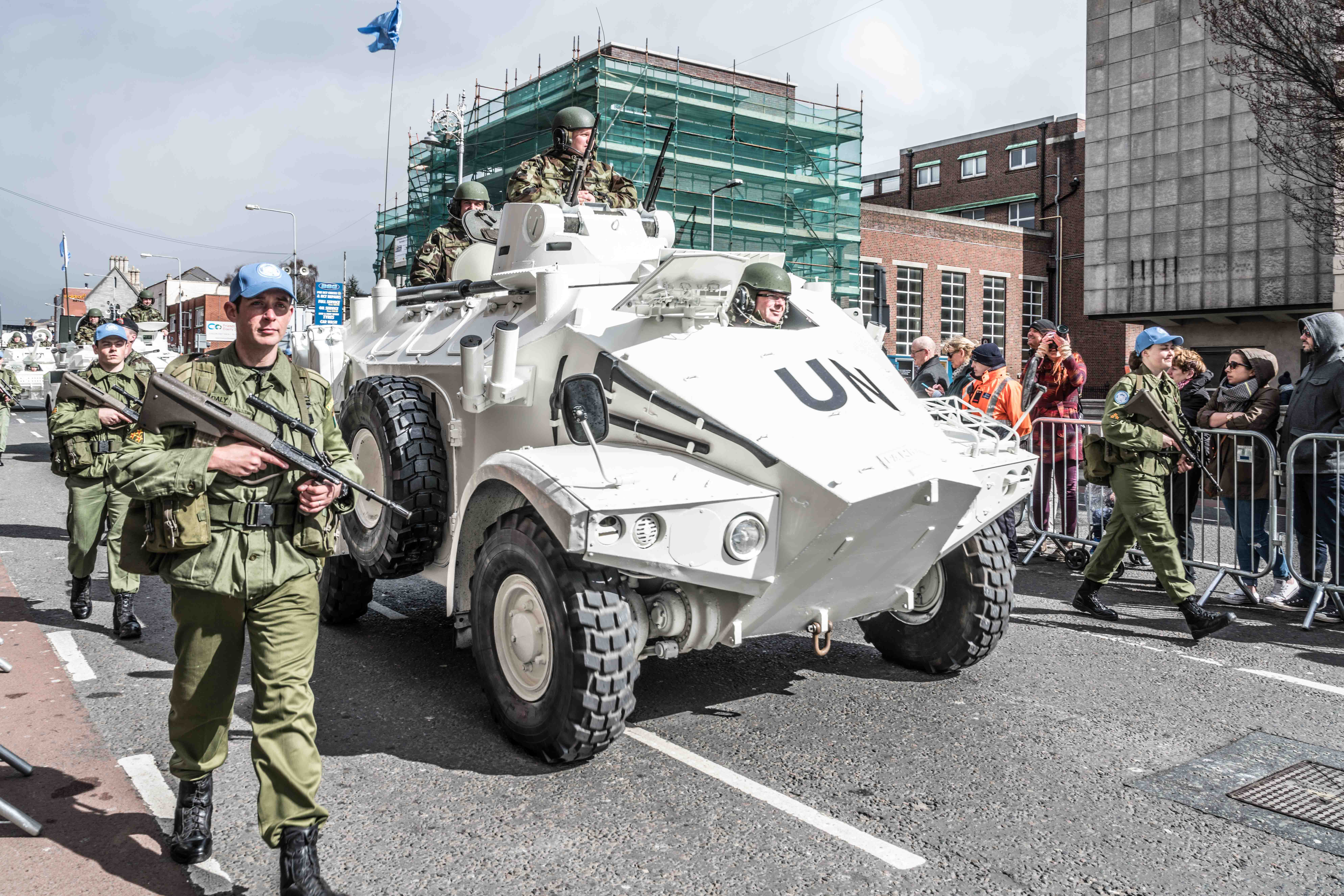
M3 Panhard et fantassins de l'armée irlandaise sous couleurs de la Force intérimaire des Nations unies au Liban lors d'un défilé en 2016.

Malgré son statut d'État neutre, l'Irlande participe à plusieurs missions de maintien de la paix. En effet, à l'article 29 de la Constitution, il est indiqué que « L'Irlande affirme sa fidélité aux idéaux de paix et de coopération amicale entre les nations fondée sur la justice et la morale internationales ». Or, les missions de maintien de la paix entrent dans le cadre de cette dévotion aux principes de paix. Dans ces différents livres blancs sur la défense en 1996 et 2000, le gouvernement irlandais a réaffirmé son attachement aux opérations de paix dans le nouveau cadre géostratégique issu de la fin de la guerre froide. Au total, 50 000 soldats irlandais ont été déployés au sein de telles missions et 86 sont décédés depuis 1958. L'Irlande participe à sa première mission en 1958 au sein de l'UNOGIL, la force de l'ONU au Liban. Entre 1973 et 1974, 573 militaires irlandais sont déployés au Proche-Orient à la suite de la Guerre du Kippour. Ils sont rapatriés en Irlande à la suite d'attentats à Dublin et sur le reste du territoire irlandais. Entre 1988 et 1991, l'Irlande fait partie du GOMNUII, le groupe d'observateurs des Nations unies en Iran et en Irak à la suite de la guerre Iran-Irak. L'Irlande participe aussi dans la même région à la mission d'observation des Nations unies en Irak et au Koweït entre 1991 et 1992 à la suite de la guerre du Golfe avant de participer à l'UNSCOM, la mission d'observation et d'inspection de l'ONU en Irak.
En Afrique, l'Irlande participe d'abord à l'ONUC (1960-1964 en république démocratique du Congo où plus de 1 000 hommes sont déployés. 11 militaires sont tués par des Baluba alors que le contingent irlandais venait d'être redéployé dans la zone dangereuse du Katanga, donnant lieu notamment au siège de Jadotville. L'armée irlandaise continue à souffrir de pertes régulières dans des affrontements avec des troupes kantangaises tout au long de l'année 1961. Ainsi, en décembre, trois soldats irlandais sont tués à Elizabethville et 26 hommes périssent en tout lors de cette mission de l'ONU,. Entre 1989 et 1990, l'armée irlandaise participe au Groupe d'aide à la transition en Namibie en envoyant 20 observateurs militaires avant de participer à la deuxième mission de vérification de l'ONU en Angola entre 1991 et 1993. Entre 1993 et 1995, l'Irlande participe à l'Opération des Nations unies en Somalie pour tenter de ramener la paix dans le pays après la mort de Siad Barre. L'Irlande décide d'y envoyer une compagnie de transport qui a pour but de servir de moyens de transport à la brigade située dans la région de Baidoa. Cette brigade est d'abord française avant d'être remplacée par l'armée indienne. Cette compagnie se retire en 1994 et seul un officier irlandais reste sur place jusqu'au retrait complet de la mission de l'ONU en 1995. À partir des années 2000, l'Irlande s'implique dans de multiples missions de maintien de la paix en Afrique :
- Mission des Nations unies en Éthiopie et en Érythrée (11/2001 à 06/2003). L'Irlande fournit 200 militaires et personnels administratifs[12] ;
- Opération Artémis en république démocratique du Congo (06/2003 à 09/2003). Lors de cette première mission de maintien de la paix conduite par l'Union européenne, l'Irlande envoie deux officiers d'état-major soutenir l'opération[13] ;
- MINUL au Liberia (11/2003 - 05/2007). Au cours de cette mission, l'Irlande réalise un de ses plus importants déploiements de force. Ainsi, en plus du 90e bataillon d'infanterie, les Rangers (les forces spéciales irlandaises) sont déployés au Liberia et agissent sous le commandement direct du commandant de la MINUL. Cette force mène des opérations de reconnaissance et doit se tenir prête à des missions de libération d'otages. Cette unité parvient ainsi à libérer 37 civils pris en otage à Yekepa. Le quartier-général des forces irlandaises est établi au nord de Monrovia et est dénommé Camp Clara. Ces forces irlandaises (sauf les Rangers) font alors partie de la force de réaction rapide de la MINUL aux côtés d'autres contingents. En plus des nombreuses missions de maintien de la paix qu'elles mènent au cours de ce déploiement, les forces irlandaises participent aussi à des opérations humanitaires. Au total, 2 745 militaires irlandais ont participé à cette opération[14] ;
- EUFOR Tchad/RCA puis MINURCAT au Tchad et en Centrafrique (2008 - décembre 2010). La mission de l'Union Européenne est dirigée par le général irlandais Pat Nash à partir de l'année 2007 mais l'intervention est retardé à cause de troubles internes au Tchad. Finalement, le 97e bataillon d'infanterie est déployé au Tchad au sein du Camp Ciara au sud-est du Tchad au printemps 2008. À partir du mois de mars 2009, les troupes irlandaises se placent sous le mandat de l'ONU. En définitive, un contingent de 400 Irlandais est présent sur le territoire tchadien de mai 2008 à avril 2010 au sein duquel 2 800 soldats se sont relayés[15].

L'armée irlandaise intervient dans trois missions sur le continent américain :
- ONUCA (décembre 1989-janvier 1999) : mission de l'ONU en Amérique centrale chargée de superviser l'application de l'accord Esquipulas II (qui prévoit entre autres la fin du financement des différents groupes de rebelles dans la région). L'Irlande fait partie des États y envoyant des observateurs ;
- ONUSAL au Salvador (janvier 1992-mai 1994). L'armée irlandaise y envoie des observateurs militaires chargés de vérifier la bonne application de l'accord entre le gouvernement et les rebelles ;
- MINUHA à Haïti (septembre 1994 - mars 1996). L'Irlande envoie des militaires soutenir cette mission d'assistance au gouvernement haïtien chargée entre autres de participer à la formation de la police haïtienne et à organiser des élections libres[16].

L'armée irlandaise a participé à une dizaine de missions de l'ONU en Asie sous la forme d'envoi d'observateurs militaires principalement :
- UNTEA en Indonésie au cours de l'année 1962. Cette mission consiste en une administration temporaire de la colonie de Nouvelle-Guinée néerlandaise jusqu'à son transfert à l'Indonésie. Deux observateurs irlandais participent à cette mission[17] ;
- UNIPOM (de) en Inde et au Pakistan de septembre 1965 à mars 1966. Elle fait suite à la deuxième guerre indo-pakistanaise et l'Irlande y déploie des observateurs militaires ;
- UNGOMAP (avril 1988 à mars 1990). Cette mission est déployée en Afghanistan pour superviser le retrait de l'Armée rouge. L'Irlande y déploie 8 observateurs militaires[18]. Cette mission est remplacée par l'OSGA (Office du secrétariat général en Afghanistan et au Pakistan) chargé de parvenir à une transition pacifique en Afghanistan. L'Irlande y envoie des observateurs et l'un de ses officiers est le premier chef de l'unité de conseil militaire de cette mission ;
- MIPRENUC au Cambodge de novembre 1991 à novembre 1993. À nouveau, l'Irlande y envoie des observateurs militaires ;
- UNSMA (en) en Afghanistan de juillet 1996 à octobre 1999. Deux observateurs irlandais participent à cette mission ;
- UNTAET (Mission d'administration territoriale du Timor oriental de juillet 1999 à mai 2004). L'Irlande déploie une section de Rangers au sein de la mission INTERFET qui précède l'UNTAET. Toutefois, la section de Rangers reste déployée au sein d'un bataillon néo-zélandais après la mise en place de l'UNTAET. En juin 2000, les Rangers sont remplacés par deux sections d'infanterie qui quittent le territoire timorais en 2004[19].

En Europe, l'armée irlandaise a participé activement à plusieurs missions de maintien de la paix dans les Balkans au cours des années 1990 :
- UNFICYP, Chypre (mars 1964-mai 2005) : l'Irlande a grandement contribué à cette mission de maintien de la paix dès ses débuts en y envoyant un groupe blindé d'un millier d'hommes. Ce groupe doit éviter tout conflit et maintenir l'ordre dans la partie occidentale de l'île. En 1973, la majorité du contingent irlandais est transféré dans le Sinaï après la guerre du Kippour et seuls des officiers et des sous-officiers d'état-major restent sur l'île. Finalement, l'Irlande se retire en 2005 sans qu'aucun accord n'ait encore été trouvé[20] ;
- UNMOP (mission d'observateurs à Prevlaka), février 1996 à décembre 1999. Des observateurs irlandais participent à la mission de supervision de la démilitarisation de la péninsule de Prevlaka qui fait l'objet d'un contentieux entre la Croatie et la Slovénie ;
- UNPREDEP (force de déploiement préventive), février 1996 à février 1999. L'Irlande envoie des observateurs participer à cette mission chargée de prévenir tout conflit entre l'Albanie et la république de Macédoine nouvellement créée ;
- UNTAES (Administration transitoire pour la Slavonie orientale, Baranja et le Sirmium occidental), février 1996 à janvier 1998. Une mission de surveillance en Croatie où l'Irlande envoie des observateurs militaires ;
- MINUK. L'Irlande envoie des observateurs militaires soutenir la mission d'administration provisoire du Kosovo par l'ONU[21].

L'adhésion au Partenariat pour la Paix de l'OTAN en 1999 permet à l'Irlande d'intervenir aux côtés de l'OTAN lors de certaines missions de celle-ci sans pour autant adhérer au principe de sécurité collective qui contreviendrait à sa neutralité. Les chiffres ci-dessous sont en date du 31 janvier 2015 :
- Bosnie-Herzégovine : 7 au sein de l'EUFOR Althea. L'Irlande participe initialement à la SFOR à partir de 1997 via le déploiement d'une compagnie de police militaire à Sarajevo jusqu'en 2003. Depuis le remplacement de la SFOR par l'EUFOR Althea en 2004, l'Irlande déploie des unités de police militaire et des officiers d'état-major[23] ;
- Somalie : 5 militaires au sein de la mission de l'UE en Somalie (deux officiers d'état-major à Kampala et trois autres militaires au sein du camp d'entraînement de Bihanga avec pour mission d'entraîner l'armée somalienne) ;
- Liban : 199 militaires au sein de la FINUL. Les forces de défense irlandaises sont présentes au sein de la FINUL depuis 1978 et 47 soldats irlandais y ont péri depuis lors[24]. De 1978 à 2001, un bataillon d'infanterie de 540 hommes est constamment présent au Liban tandis que 100 militaires sont postés au sein du quartier-général de la FINUL. De 2001 à 2006, seuls 11 militaires irlandais sont déployés au Liban pour soutenir l'action du bataillon de casque bleus ghanéens mais le conflit israélo-libanais de 2006 entraîne un redéploiement de forces par l'Irlande qui se prolonge jusqu'à aujourd'hui ;
- Syrie : 133 militaires au sein de la FNUOD. Cette force militaire de l'ONU est déployée sur le plateau du Golan dont une partie est occupée par Israël. Du fait de la guerre civile syrienne, cette zone a fait l'objet d'un regain de tensions et lors de l'été 2014, les forces irlandaises se sont illustrées en portant secours à des casques bleus des forces armées philippines encerclées par des combattants du Front Al-Nosra[25] ;
- Kosovo : 13 militaires au sein de la KFOR ;
- Géorgie : 3 observateurs militaires au sein de la mission de l'UE en Géorgie ;
- Mali : 10 militaires au sein de l'EUTM Mali ;
- Niger : 3 militaires au sein de l'EUCAP Sahel Niger ;
- République démocratique du Congo : 4 militaires au sein de l'ONUSCO.

En définitive, depuis l'année 1960 (date du déploiement de la première mission militaire irlandaise au sein de l'ONU), des militaires ont continuellement été déployés au sein d'opérations de maintien de la paix sauf entre 1974 et 1978 (les missions où sont déployés des observateurs militaires ne sont pas prises en compte).

## Compléments